# Ana-Maria Padurariu
Ana-Maria Padurariu (Bracebridge, Canadá, 1 de agosto de 2002) es una gimnasta artística canadiense de ascendencia rumana, subcampeona mundial en 2018 en el ejercicio de la viga de equilibrio.

## Carrera deportiva
En el Mundial de 2018 celebrado en Doha consiguió la medalla de plata en el ejercicio de la viga de equilibrio, quedando en el podio tras la china Liu Tingting (oro) y por delante de la estadounidense Simone Biles (bronce).